# Sage Kotsenburg
Sage Kotsenburg (*27. červenec 1993, Coeur d'Alene, Idaho, USA) je americký snowboardista.

## Počátky
Narodil se v Coeur d'Alene v státě Idaho, vyrůstal však v Park City v Utahu. Má dva starší bratry, Jeremyho a Blaze a mladší sestru Kirru. Se snowboardingem začal se svým bratrem Blazem, když mu bylo pět let. Matka Carol Ann mu dělá dopravního agenta, sestra Kirra se také věnuje snowboardingu, bratr Jeremy pracuje u US Air Force a otec Steve je úspěšným realitním makléřem.

## Kariéra
Prvního velkého úspěchu se dočkal v roce 2010, když získal stříbrnou medaili na X-Games v disciplíně slopestyle. O rok později získal bronz v disciplíně Big Air a ve slopestylu skončil opět druhý v roce 2012.
Největší úspěch v kariéře přišel na zimní olympiádě v Soči v roce 2014, kdy si v disciplíně slopestyle v její premiéře na olympijských hrách dojel pro zlatou medaili.